# Middlesex (roman)
Middlesex är en roman från 2002 av Jeffrey Eugenides. Den är en berättelse om immigration, familjehemligheter, incest och genetik.

## Handling
Historien börjar i Grekland, och precis som hos Homeros påbörjas en lång båtresa, över tid och rum. Huvudpersonen Calliope föds och växer upp som flicka, och förvandlas i tonåren till en man. Han kallar sig Cal, och vi får långa beskrivningar av den gen i släkten som bär på anlag för intersex. Berättelsen är en enda lång utvecklingsroman, om att söka sin identitet. Samtidigt får vi en historisk lektion, både om branden i Smyrna 1922 och arbetsvillkoren i den amerikanska bilindustrin.